# 薛庐
薛庐，位于南京市龙蟠里4号，建于1880年，为薛时雨别墅。因薛时雨来南京十余年仍无住所，惜阴书院弟子集资为其在寤园旧址新建宅院，后薛时雨将其扩大为别墅。内有藤香馆、冬荣春妍室、双登瀛堂、吴砖书屋、夕好轩、抱膝室、蛰斋、小方壶亭、仰山楼、半璧池桥、美树轩、杏花湾、半潭秋水一房山、寐园等，乌龙潭旁设有叟堂。1982年列为鼓楼区文物保护单位，1991年因城建拆除。
有砖木结构正厅楼上下两层、房八间，二楼木结构上刻各种图案花纹。楼前有茶厅一进五间，另一院三进，每进五间，有小桥、荷花池、桂花及各种盆景，建筑群面积约4000平方米。